# Tres Reinos
Los Tres Reinos (chino antiguo, 三國 *srum qʷˤək, chino moderno: Sānguó) es un periodo de la historia de China. En un estricto sentido académico, se refiere al periodo comprendido entre la fundación de Wei, en el 220, y la conquista de los Wu por la dinastía Jin, en el 280. Sin embargo, muchos historiadores chinos amplían el punto del comienzo de este periodo a la rebelión de los turbantes amarillos, en el 184.

## Visión general
La temprana y "no oficial" parte del periodo, comprendida desde 190 al 220, estuvo marcada por las caóticas luchas internas entre los señores de la guerra en varias partes de China. La parte media del periodo, del 220 al 263, estuvo marcada por el militarmente más estable acuerdo entre los tres estados rivales, Wei (魏), Shu (蜀), y Wu (吳).
Para distinguir a estos estados de los antiguos estados del mismo nombre, los historiadores los precedieron de un carácter: Wei es también conocido como Cao Wei, Han es conocido como Shu Han, que posteriormente pasó solamente a ser conocido como Shu, y Wu es también conocido como Wu oriental.
La última parte de este periodo estuvo marcada por la destrucción de Shu por parte de Wei en el 263, el derrocamiento de Wei por la dinastía Jin en el 265 y la destrucción de Wu por Jin en el 280.
El término "Tres Reinos" es una traducción inexacta, puesto que cada estado estuvo eventualmente gobernado por un emperador que reclamaba su legítimo derecho de sucesión a la dinastía Han y no por reyes. Sin embargo, esta denominación se ha convertido en estándar entre los sinólogos.
Este periodo histórico ha sido en gran manera visto de forma romántica en las culturas de China, Japón y Corea y a lo largo del sureste asiático. Ha sido celebrado y popularizado en óperas, cuentos tradicionales, novelas, y en tiempos más recientes, películas, series de televisión y videojuegos. El más conocido de todos, es sin duda, el Romance de los Tres Reinos, una recreación ficticia de este periodo con un profundo trasfondo histórico. El registro histórico autorizado de la era es Sanguo Zhi de Chen Shou, junto con las anotaciones posteriores de Pei Songzhi sobre el texto.
El periodo de los Tres Reinos es uno de los más sangrientos en la historia de China. Un censo de la población a finales de la dinastía Han oriental calculaba una población de aproximadamente 56 millones, mientras otro censo posterior reporta aproximadamente 16 millones, teniendo en cuenta las imprecisiones de los registros censales de la época, es seguro asumir que un amplio porcentaje de la población fue exterminada durante las constantes guerras que se desataron durante el periodo.

## Colapso del poder dinástico
La serie de eventos que llevaron al colapso de poder dinástico y a la ascensión de Cao Cao son extremadamente complejos. La muerte del Emperador Ling de Han en mayo del 189 condujo a una inestable regencia bajo el general al mando He Jin y a una rivalidad renovada entre las facciones de los eunucos y de la burocracia civil común. Siguiendo al asesinato de He Jin, su más importante aliado, el coronel-director de los criados Yuan Shao lideró una masacre de los eunucos en los palacios imperiales. La revuelta resultante en la capital permitió al general fronterizo Dong Zhuo entrar en Luoyang desde el noroeste y tomar control de la corte imperial, iniciando un periodo de guerra civil por toda China.
Dong Zhuo manipuló la sucesión para que el futuro Emperador Xian pudiera subir al trono en lugar de su hermanastro mayor. En 190 una coalición liderada por Yuan Shao se formó en las provincias orientales del imperio contra él. La creciente presión condujo al emperador Han y posteriormente al mismo Dong Zhuo hacia Chang'an en el oeste en mayo de 191. Un año más tarde fue asesinado en un golpe de Estado y el emperador permaneció mientras varios señores de la guerra se fueron sucediendo en años posteriores.

## La ascensión de Cao Cao
En el 191 hubo algunas conversaciones dentro de la coalición para nombrar a un emperador, y gradualmente sus miembros comenzaron a discrepar. La guerra abierta estalló tan pronto como Dong Zhuo abandonó Luoyang. En agosto del 195 el emperador Xian dejó Chang'an e hizo un arriesgado viaje de un año de duración al este en busca de gente que apoyara su causa. Por el 196, cuando fue recibido por Cao Cao, la mayoría de los contendientes menores habían sido o bien absorbidos por otros más grandes o destruidos. Entonces el imperio Han fue dividido entre varios señores de la guerra regionales. Yuan Shao ocupó el centro de la parte de septentrional de Ye y extendió su dominio al norte del Río Amarillo oponiéndose al de Gongsun Zan, que controlaba la frontera del norte. Cao Cao, que se dirigida al sur de Yuan, se vio envuelto en una escaramuza contra Yuan Shu y Liu Biao, que ocupaban respectivamente el cauce del río Huai y las regiones del medio Yangzi. Más al sur, el joven señor Sun Ce establecía su dominio en el bajo Yangzi. En el oeste Liu Zhang conservaba la provincia de Yizhou mientras Hanzhong y el noroeste estaban controlados por una variopinta muestra de pequeños señores de la guerra como Ma Teng de Xiliang.
Cao Cao, que se convertiría en el fundador efectivo de Wei, había reunido un ejército en el invierno de 189. Había absorbido a unos 300.000 turbantes amarillos dentro de su ejército, al igual que a un buen número de grupos militares organizados en forma de clanes. En el 196 estableció la corte imperial en Xuchang y desarrolló colonias agrícolas militares para mantener a su ejército. Después de destruir a Yuan Shu en el 197 y a los señores occidentales Lu Bu(198) y Liu Bei(199) en rápida sucesión, Cao Cao desvió su atención hacía Yuan Shao en el norte, que por sí mismo había eliminado a su rival norteño Gongsun Zan en ese mismo año.
Siguiendo a meses de planificación, ambos bandos enfrentaron sus fuerzas en Guangdu en el 200. Sobrepasando los elevados números de Yuan, Cao Cao le derrotó de forma decisiva y dejó mutilado al ejército del norte. En el 202, Cao Cao se aprovechó de la ventaja de la muerte de Yuan Shao y de la división resultante entre sus hijos para avanzar hacia el norte del Río Amarillo. Capturó Ye en el 204 y ocupó las provincias de Ji, Bing, Qing y You. Al final del 207, después de una campaña relámpago contra el pueblo de Wuhuan, Cao Cao había conseguido un incontestable dominio de la llanura del norte de China.

## Los Acantilados Rojos
En el 208, Cao Cao marchó hacia el sur con su ejército con la esperanza de unificar rápidamente el imperio. El hijo de Liu Biao, Liu Zong, rindió la provincia de Jing y Cao pudo capturar una flota considerable en Jiangling. Sin embargo Sun Quan, el sucesor de Sun Ce en el bajo Yangzi, continuó resistiendo. Su consejero y general Zhou Yu aseguró una alianza con Liu Bei, siendo él mismo un refugiado reciente del norte. Sus ejércitos combinados de unos 50.000 hombres se enfrentaron a la flota de Cao Cao y a una fuerza de 220.000 hombres ese invierno en Chibi. En esa época el bando de Cao Cao presumía de tener 800.000 hombres, pero eso era una exageración para desmoralizar a los enemigos y aumentar su prestigio (su ejército sería de aproximadamente algo más de 220.000 soldados). Antes de la batalla el general Zhou Yu al mando del ejército de Sun Quan mandó que dieran latigazos a Huang Gai, uno de sus más fieles oficiales. Esto formaba parte del plan que Zhou Yu ideó. Antes de esta orden había hablado con Huang Gai para ver si aceptaba, y como esperaba aceptó. Tras esto Huang Gai siguiendo el plan de Zhou Yu, se reunió con Cao Cao para unirse con él. Cao Cao aceptó porque sus espías le habían informado de que Zhou Yu le había dado latigazos, como castigo por un error que cometió Huang Gai, y porque Huang Gai traía con él a una buena parte de la flota enemiga. Cao Cao confiado mandó a toda su flota sin preparaciones para una batalla y haciendo a sus hombres cantar poemas, bailar y celebrar la victoria. Pero justo cuando las dos flotas se encontraron, Cao Cao vio que la flota del teniente eran barcos incendiarios. Al no haber preparado a su flota convenientemente, sus hombres apenas pudieron reaccionar, perdiendo a casi toda su flota y salvándose a sí mismo por los pelos. 
Tras esta decisiva derrota, Cao Cao se retiró al norte permitiendo a Sun Quan y Liu Bei sobrevivir y consolidarse, dando la base a los futuros reinos Wu y Shu. 
Después de volver al norte, Cao Cao se quedó satisfecho asimilando las regiones del noroeste en el 211 y consolidando su poder. De forma progresiva incrementó sus títulos y su poder, llegando a ser eventualmente rey de Wei en el 217. Lui Bei entró en la provincia de Yi y más tarde en el 214, desplazó a Liu Zhang como gobernante, dejando a su comandante Guan Yu a cargo de la provincia de Jing. Sun Quan, que había estado durante estos años ocupado en las defensas contra Cao Cao en el sureste en Hefei, volvió su atención a la provincia de Jing y al medio Yangzi. 
Las tensiones entre los aliados se hacían gradualmente visibles. En el 219, después de que Liu Bei capturara con éxito Hanzhong a manos de Cao Cao y mientras Guan Yu estaba ocupado en el asalto de Fan, el comandante en jefe de Sun Quan, Lü Meng, capturó secretamente la provincia de Jing.

## La tripartición de China
En el primer mes del 220 Cao Cao murió, y en el décimo mes su hijo Cao Pi destronó al emperador Xian e hizo llegar a su fin a la dinastía Han. Llamó a su estado Wei y se proclamó a sí mismo emperador en Luoyang. En el 221 Liu Bei tomó el nombre de Emperador de Han, en una apuesta para restaurar a la caída dinastía Han (su estado se conoce históricamente como Shu o Shu-Han). En ese mismo año,Sun Quan se nombró emperador Wu. Un año más tarde, las tropas de Shu-Han declararon la guerra a Wu y se enfrentaron a sus ejércitos en la batalla de Yiling. En Xiaoting, Liu Bei fue desastrosamente derrotado por el comandante de Sun Quan Lu Xun y forzado a retroceder a Shu, donde murió poco después. Después de la muerte de Liu Bei, Shu y Wu recuperaron las relaciones cordiales en perjuicio de Wei, estabilizando así la configuración del tripartito. En el 229, Sun Quan renunció a su reconocimiento del régimen de Cao Pi y se declaró a sí mismo emperador en Wuchang.
El dominio del norte pertenecía completamente a Wei, mientras Shu ocupaba el suroeste y Wu la zona central del sur y el este. Las fronteras exteriores de los estados estaban generalmente limitadas a la extensión de la civilización china. Por ejemplo, el control político de Shu en su frontera meridional se encontraba limitado por las tribus Tai del moderno Yunnan y Birmania, llamados por los chinos "Los bárbaros del sur" (南蠻).

### Población
En términos de mano de obra, Wei era con diferencia el más fuerte, reteniendo más de 660.000 familias y 4.400.000 personas dentro de sus fronteras. Shu tenía una población de 940.000, y Wu de 2.300.000. Por lo que Wei tenía más del 58% de la población y alrededor del 40% del territorio. Con estos recursos, se estima que pudo reunir a un ejército de 400.000 mientras Shu y Wu podía dirigir a unos 100.000 y 230.000 respectivamente, a grandes rasgos el 10% de sus respectivas poblaciones. La alianza Wu-Shu contra Wei demostró ser una configuración militar estable; las fronteras básicas de los Tres Reinos apenas cambiaron durante más de cuarenta años.

### Comercio y transporte
En términos económicos la división de los Tres Reinos reflejaba una realidad que perduró largamente. Incluso en los Song del norte, setecientos años después de los tres reinos, era posible pensar en China como en un compuesto de tres grandes mercados regionales (el estado del noroeste era ligeramente ambivalente, ya que tenía enlaces con las regiones del norte y Sichuan). Estas divisiones geográficas están subrayadas por el hecho de que las principales rutas de comunicación entre las tres regiones principales estaban todas hechas por el hombre: el Gran canal enlazando el norte y el sur, el camino de transporte a través de las Tres gargantas del Yangzi uniendo el sur de China con Sichuan y las carreteras de galería uniendo Sichuan con el noroeste. La ruptura entre las tres entidades fue bastante natural e incluso anticipada por la previsión política de Zhuge Liang (ver el plan de Longzhong).

### Consolidación
En el 222 Liu Shan ascendió al trono de Shu tras la derrota y muerte de su padre. La derrota de Liu Bei en Yiling finalizó el periodo de hostilidad entre Wu y Shu y ambos usaron la oportunidad para concentrarse en problemas internos y en el enemigo exterior que representaba Wei. Para Sun Quan, la victoria acabó con sus temores relativos a la expansión de Shu hacia la provincia de Jing y dirigió su atención en los aborígenes del sureste, a quienes los chinos llamaban de forma colectiva el pueblo Shanyue. Tras varios éxitos en sus enfrentamientos con las tribus, se obtuvo la victoria en el 234. En ese año Zhuge Ge acabó un asalto de tres años sobre Danyang con la rendición de 100.000 Shanyue. De todos estos, 40.000 fueron desplazados como auxiliares del ejército Wu. Mientras tanto Shu también estaba experimentando problemas con las tribus indígenas del sur. Los pueblos Yi del suroeste se rebelaron contra la autoridad Han, capturando y saqueando la ciudad de Yizhou. Zhuge Liang, reconociendo la importancia de la estabilidad en el sur, ordenó el avance de los ejércitos Shu en tres columnas contra Yi. Luchó varios combates contra el líder Meng Huo, al final de los cuales Meng se sometió. Se permitió a un hombre de su tribu residir en la capital de Shu, Chengdu, como un oficial y los Yi formaron sus propios batallones dentro del ejército Shu.

### La expediciones septentrionales de Zhuge Liang
Al final de la campaña en el sur de Zhuge Liang, se realizó la alianza Wu-Shu y Shu tuvo libertad para dirigirse hacia el norte. En el 227 Zhuge Liang trasladó sus regimientos más importantes hacia Hangzhong, y comenzó la batalla por el noroeste con Wei. El año siguiente, ordenó al general Zhao Yun atacar desde la garganta de Ji como una distracción mientras el propio Zhuge lideraba la fuerza principal hacia Qishan. Pero en la vanguardia Ma Su sufrió una derrota táctica en Jieting y el ejército Shu se vio forzado a retroceder. En los seis años siguientes Zhuge Liang intentó varias ofensivas más, pero los problemas de abastecimiento limitaban su capacidad de éxito. En el 234 lideró su última gran ofensiva contra el norte, alcanzando la llanura de Wuzhang al sur del río Wei. Sin embargo, debido a su temprana muerte, el ejército Shu se vio de nuevo forzado a retroceder.

### Wu y el desarrollo de sur
En los tiempos de las grandes ofensivas septentrionales de Zhuge Liang, el estado de Wu siempre había permanecido a la defensiva frente a las invasiones procedentes del norte. El área alrededor de Hefei se encontraba bajo una presión constante de Wei después de la batalla de los acantilados rojos. La maquinaria de guerra había crecido hasta tal punto que mucho de los residentes había elegido emigrar y restablecerse al sur del Yangzi. Después de la muerte de Zhuge Liang, los ataques en la región de Huainan se intensificaron, pero pese a todo Wei no pudo romper la línea de defensas levantadas sobre el río por Wu, que incluían la fortaleza de Ruxu.
El largo reinado de Sun Quan es considerado como una época de abundancia para su estado del sur. Las migraciones desde el norte y el asentamiento de los Shanyue incrementó la mano de obra para la agricultura, especialmente a lo largo de los recodos inferiores del Yangzi y en la comandancia de Kuaiji. El transporte fluvial floreció, con las construcciones de los canales de Zhedong y Jiangnan. El comercio con Shu prosperó, con un enorme afluencia de algodón y el desarrollo de las industrias del metal y el celadón. El transporte oceánico fue mejorado hasta tal punto que se hicieron viajes por mar a Manchuria y a la isla de Taiwán. En el sur, los mercaderes de Wu alcanzaron Linyi (en el sur de Vietnam) y Fu'nan (Camboya). Según prosperaba la economía, también lo hacían el arte y la cultura. En el delta del Yangzi, las primeras influencias budistas alcanzaron el sur desde Luoyang.

## Decadencia y final de los Tres Reinos
Después del 230 las tensiones comenzaron a hacerse visibles entre el clan imperial Cao y el clan Sima. Siguiendo a la muerte de Cao Zhen, el faccionalismo era evidente entre Cao Shuang y el gran comandante Sima Yi. Deliberadamente, Cao Shuang colocó a sus partidarios en puestos importantes excluyendo a Sima, lo que él tomó como una amenaza. El poder del clan Sima, una de las grandes familias terratenientes de los Han, fue reforzado por las victorias militares de Sima Yi. Además, Sima Yi era un estratega y político extremadamente capaz. En el 238 aplastó la rebelión de Gongsun Yuan y llevó a la región de Liangdong directamente bajo el control central. En última instancia, sobrepasó a Cao Shuang en el juego de poderes. Aprovechándose de una incursión de los hombres del clan imperial a las tumbas de Gaoping, Sima dio un golpe de Estado en Luoyang, arrebatando la autoridad de la facción de Cao Shuang. Hubo muchas protestas frente al abrumador poder de la familia Sima, siendo la más notable la de los Siete sabios de la arboleda de bambú. Uno de los sabios, Xi Kang, fue ejecutado como parte de las purgas después de la caída de Cao Shuang.

### Conquista de Shu
La decreciente fuerza del clan Cao se reflejó en la decadencia de Shu. Después de la muerte de Zhuge Liang, su posición recayó en Jiang Wei, Fei Wei y Dong Yun, en ese orden. Pero después del 258, las políticas Shu fueron controladas cada vez más por la facción de los Sima y la corrupción fue en aumento. A pesar de los enérgicos esfuerzos de Jiang Wei, protegido de Zhuge, Shu fue incapaz de asegurar ninguna victoria decisiva contra Wei. En el 263, Wei lanzó un ataque en tres frentes y el ejército Shu fue forzado a una retirada general desde Hangzhong. Jiang Wei rápidamente mantuvo la posición en Jiange pero fue sobrepasado por el comandante Wei Deng Ai, que forzó a su ejército a marchar desde Yingping a través de territorio que se consideraba impracticable. Al llegar el invierno de ese año, la capital Chengdu había caído y el emperador Liu Chang se había rendido. El estado de Shu había llegado a su fin después de cuarenta y tres años. Jiang Wei, sin embargo, no se rindió y en su último intento por restaurar Shu manipuló al general Zhong Hui y lo convenció de rebelarse contra Sima Zhao y de arrestar a Deng Ai. Sin embargo la rebelión fue descubierta y Zhong Hui y Jiang Wei murieron a manos de los soldados de Wei.

### Conquista de Wu
Siguiendo a la muerte de Sun Quan en el 252, el reino de Wu entró en un periodo de decadencia progresiva. La triunfante represión Wei de las rebeliones en la región de Huainan por Sima Zhao y Sima Shi redujeron cualquier oportunidad de la influencia de Wu. La caída de Shu marcó un cambio en las políticas de Wei. Sima Yan (nieto de Sima Ti), después de aceptar la rendición de Liu Shan, expulsó al emperador Wei y proclamó su propia dinastía de Jin en el 264, acabando con cuarenta y seis años de dominio Cao en el norte. En el 269 Yang Hu, comandante Jin en el sur, se comenzó a preparar para la invasión de Wu ordenando la construcción de una flota y el entrenamiento de marinos en Sichuan bajo Wang Jun. Cuatro años más tarde, Lu Kang, el último gran general de Wu, murió, sin dejar ningún sucesor competente. La planeada ofensiva Jin llegó finalmente en el invierno de 279. Sima Yan lanzó cinco ofensivas simultáneas a lo largo del río Yangzi desde Jiangkan a Jiangling mientras la flota de Sichuan navegaba río abajo hacia la provincia de Jin. Bajo la tensión de un ataque tan enorme, las fuerzas de Wu colapsaron y Jiangkang cayó en el tercer mes de 280, cerrando cerca de un siglo de conflicto.